# تئو گئورگیو
تئو گئورگیو (انگلیسی: Teo Gheorghiu؛ زادهٔ ۱۲ اوت ۱۹۹۲) بازیگر و موسیقی‌دان اهل سوئیس است.